# Стук по крыше
«Стук по крыше» (ивр. הקש בגג‎) — военный метод Армии обороны Израиля, заключающийся в предупредительном сбрасывании невзрывных устройств или маломощных бомб на жилые дома в Палестине. Предполагается, что жители отреагируют на «стук по крыше» и покинут дом до того, как на него будет сброшен боевой снаряд.
Этот метод применяется при точечных бомбардировках домов, в которых, по мнению Армии обороны Израиля, проживают полицейские или политические и военные лидеры ХАМАС. Он использовался в операциях «Литой свинец» (2008—2009), «Облачный столп» (2012), «Нерушимая скала» (2014), «Страж стен» (2021) и «Железные мечи» (2023).
Согласно официальному израильскому отчёту об операции «Литой свинец», «стук по крыше» и аналогичные меры (предупредительные телефонные звонки, предупредительные выстрелы из стрелкового оружия) в целом эффективны: как правило, после подобного предупреждения, бо́льшая часть жителей выходит из дома.

## Критика
Отчёт Голдстоуна, подготовленный для Суда по правам человека при ООН, отмечает, что нельзя ожидать, что мирные жители смогут понять, является ли небольшой взрыв предупреждением о грядущей атаке или частью уже ведущейся бомбардировки. В отчёте практика названа неэффективной в качестве предупреждения, а также «вызывающей ужас и сбивающей с толку затронутое мирное население».
Представитель правозащитной организации «Amnesty International» на Ближнем Востоке Филип Лютер (англ. Philip Luther) считает, что «стук по крыше» не является эффективным предупредительным методом, а также отмечает, что «Amnesty International» задокументировала случаи, когда такие предупредительные удары убивали или ранили людей.
Профессор коммуникаций университета Юты Маруф Хасиан-младший (англ. Marouf Hasian Jr.) пишет, что американская и израильская аудитории хорошо воспринимают разговоры о «благотворном использовании» метода, поскольку считают, что правила Женевских конвенций устарели и обращают слишком много внимания на права мирных жителей, которые могут быть сообщниками террористов.
При этом он отмечает, что критики «стука по крыше» не согласны с таким общественным мнением и с тем, что спутниковая разведка может быть использована для точного определения домов полицейских или политических и военных лидеров ХАМАС с целью уменьшения ущерба.